# 阿納托利·格克爾
阿纳托利·伊里奇·格克尔（俄语： 1888年8月25日—1937年7月1日）苏联军事人物。俄国内战期间，参与镇压雅罗斯拉夫尔起义和红军入侵格鲁吉亚。1922年曾前往蒙古担任军事顾问，1924年担任中东铁路政治委员，苏联驻华武官。1937年大清洗期间被处决。